# Гладківська
Гладковська — станиця в Кримському районі Краснодарського краю, входить до складу Кеслеровського сільського поселення.
Населення менше тисячі жителів.
Розташована в гірсько-лісовій зоні (дуб, граб), за 20 км північно-західніше міста Кримськ. Виноградники.

## Історія
Хутір Ново-Благовіщенський заснований у 1899, козаками хутора Благовіщенський (сучасна станиця Благовіщенська).
У 1912 хутір отримав статус станиці й ім'я Гладковська (від козацького прізвища Гладкий). На 1918 в станиці було близько 200 дворів.